# Bianca Giovanna Sforza
Bianca Giovanna Sforza (1482 – Milano, 23 novembre 1496), o semplicemente Bianca, fu Signora di Bobbio, Voghera e Castel San Giovanni. Era figlia illegittima, poi legittimata, del duca Ludovico il Moro e della sua amante Bernardina de Corradis, moglie di Galeazzo Sanseverino, nonché favorita della duchessa Beatrice d'Este.

## Biografia
Bianca Giovanna nacque nel 1482 - ignoti il giorno e il mese - dall'allora duca di Bari Ludovico il Moro e dalla sua amante dell'epoca, Bernardina de Corradis, della quale si sa molto poco. 
Scarse anche le notizie relative alla sua infanzia: nel 1485, all'età di tre anni, fu promessa in sposa al nuovo favorito del padre, il bellissimo Galeazzo Sanseverino, condottiero che godeva della massima stima da parte di Ludovico.
Con diploma in data 8 novembre 1489, il cugino e duca di Milano Gian Galeazzo Maria concedeva la facoltà di legittimare “Dominam Johannam Blancam” al duca palatino Nicolò Gentili, marito della madre Bernardina. Da questo diploma si evince che il vero nome della bambina era Giovanna, benché venisse chiamata da tutti col secondo nome Bianca.
Il 14 dicembre 1489, col ministero del notaio Antonio Zunico, Ludovico legittimava la figlia nel castello di Vigevano e contestualmente ufficializzava il matrimonio con Galeazzo Sanseverino, ormai divenuto suo capitano generale, dandole in dote le prestigiose contee di Bobbio e Voghera e la signoria di Castel San Giovanni e della Val Tidone.

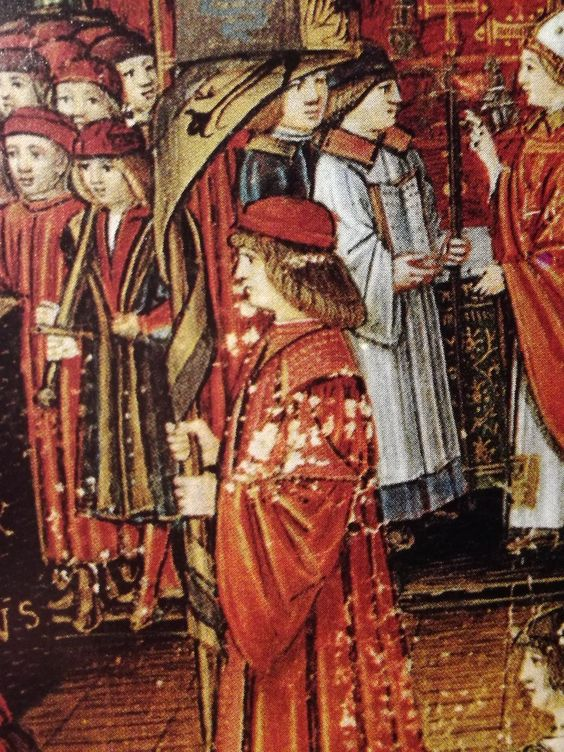
Ritratto di Galeazzo Sanseverino al centro della scena dell'investitura ducale di Ludovico il Moro, pagina miniata dal Messale Arcimboldi nella Biblioteca capitolare del Duomo di Milano. Si conosce infatti che durante la cerimonia Galeazzo ricevette il compito di portare uno stendardo grande d'oro con l'aquila nera.

Nel rogito del notaio Antonio Zunico è detto espressamente che il Moro, duca di Bari, prometteva “all’illustre potente marchese e militare signor Galeazzo Sforza Visconti di San Severino etc. la predetta sua amatissima figlia per via di sponsali, con l’intento di dargliela in sposa non appena raggiungeva l’età legittima”. Circa un mese dopo, il 10 di gennaio 1490, nel castello di Porta Giovia, “magnifico ac solemni apparatu”, Galeazzo celebra gli sponsali con la piccola Bianca.

Nelle decisioni del Moro pesò la volontà di compiacere il favorito Galeazzo e al contempo di realizzare l’ambizione di espandere i propri domini feudali. Infatti è evidente che in quel matrimonio lo Sforza riponesse il progetto di unificare il proprio dominio sull’intero territorio sottratto ai Dal Verme dopo l’avvelenamento del conte Pietro, perpetrato nel 1485: entrambi gli sposi, Bianca con Bobbio, Voghera e Castel San Giovanni e Galeazzo, signore di Castelnuovo Scrivia, al quale venivano donate (con atto del vescovo di Bobbio Lucchino Trotti databile prima del 1494, come riportano gli storici Benedetto Rossetti e Ferdinando Ughello) le terre vermesche dell'Oltrepò e della Val Tidone (Zavattarello, Rocca d'Olgisio, Pianello Val Tidone, Romagnese, Pecorara e la sua valle ed altri feudi) espropriate dal Moro, avrebbero assicurato in futuro, quali eredi, il controllo sull’intera area, snodo commerciale verso il mare e presidio strategico-militare. Per quanto concerne Bobbio, è certo che il Sanseverino, come comandante dell’Armata Ducale, fosse in prima persona investito della difesa militare del Castello, che era la roccaforte vermesca.
(Achille Dina, Isabella d'Aragona
Duchessa di Milano e di Bari.)
Ovviamente, considerata la tenera età della sposa, il matrimonio rimase per molti anni puramente nominale, senza che avvenisse alcuna consumazione. In questo periodo Bianca continuò a vivere a corte, nel Castello di Porta Giovia o nelle altre residenze di famiglia, riverita e vezzeggiata da tutti, specialmente dalla matrigna Beatrice d’Este. Quest'ultima, poco più grande di lei (nel 1491, quando sposò Ludovico, aveva quindici anni), la prese nelle proprie grazie sin dal primissimo giorno del proprio arrivo a Milano, trattandola come una sorella. L'ambasciatore estense Giacomo Trotti le rimproverava anzi che, per preferire la compagnia di Bianca, ella trascurasse quella di nobildonne adulte e ben più autorevoli, le quali avrebbero potuto sdegnarsi con lei.

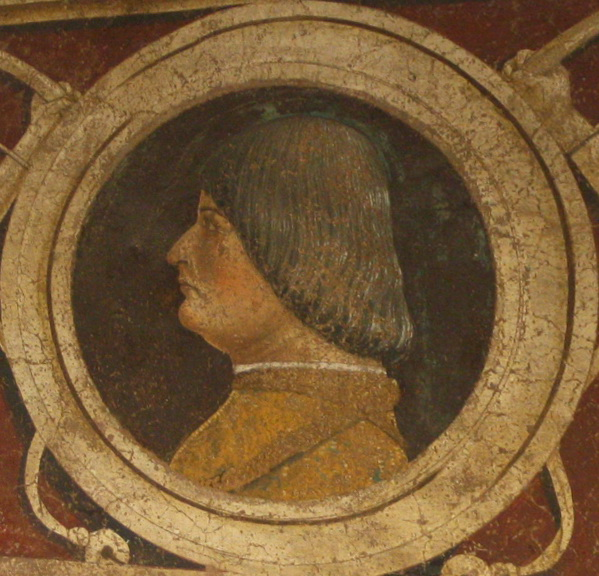
Ludovico il Moro, padre di Bianca Giovanna. Tondo dal fregio rinascimentale strappato dal castello visconteo di Invorio Inferiore

Bianca fu sempre al fianco della matrigna in tutte le occasioni ufficiali, al secondo posto d'onore: nel 1493 salì con lei sul carro trionfale allestito per le nozze di Bianca Maria Sforza con l'imperatore Massimiliano I; l'anno seguente, 1494, la accompagnò ad Asti per le solenni accoglienze dei francesi e fu la seconda, dopo Beatrice, a baciare il re Carlo VIII in segno di saluto.
Dalle lettere private del carteggio fra le corti di Milano e di Ferrara si conosce che Bianca Giovanna era molto affezionata ai fratellastri e che se ne prendeva personalmente cura. Il piccolo Francesco, secondogenito di Beatrice, le era particolarmente legato, tanto che quando, ancora neonato, cadde gravemente ammalato, pareva rianimarsi solo quando vedeva lei. Al piccolo Ercole Massimiliano, primogenito di Beatrice, spettava invece il compito di persuadere Bianca a prendere le sue medicine. Si sa pure che Bianca mantenne i contatti con la propria madre naturale Bernardina, presso la quale una volta, nella primavera del 1495, si recò per curare la sorellastra Margherita (figlia del marito della madre) che era gravemente ammalata.
Francesco Malaguzzi Valeri ne offrì un ritratto di adolescente innocente e fragile, turbata dal generale clima cortigiano amorale e dalle vicende familiari non edificanti a cui assisteva (l’oscura morte del cugino Gian Galeazzo, le amanti del padre, i conflitti con Isabella d’Aragona ecc.). A tal proposito, scrive che “le emozioni troppo forti della vita di corte e del precoce matrimonio ne danneggiarono la debole compagine“. Infatti “La piccola Bianca, come tant’altre sue compagne, fu subito lanciata nel vortice pericoloso della vita di corte e dei piaceri mondani”.

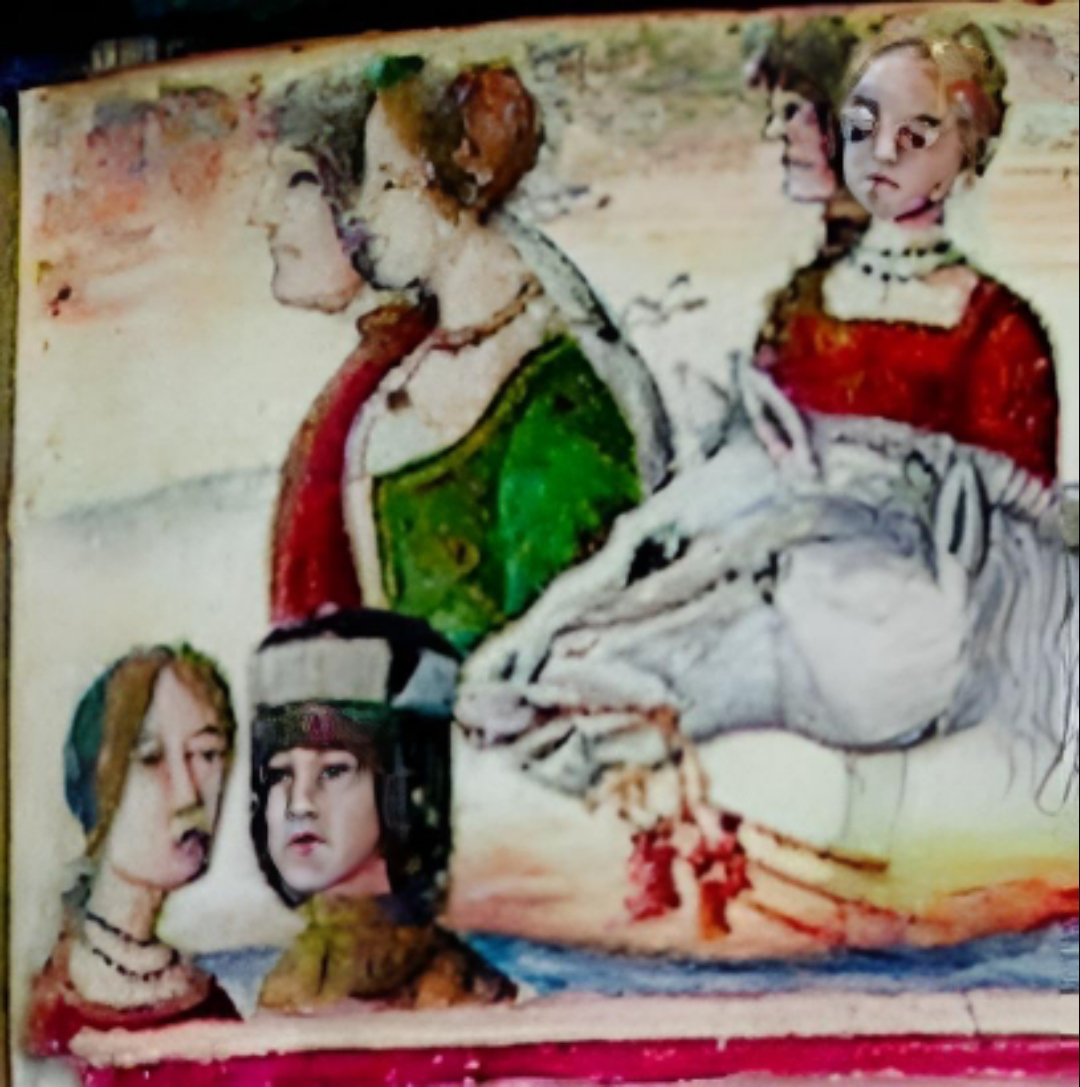
Coppie miniate al Folio 119 r. del Canzoniere Queriniano di Antonio Grifo: quella in alto a sinistra - ossia l'uomo col farsetto rosso e la donna col vestito verde dalla scollatura profonda - rappresenta con certezza i duchi Ludovico e Beatrice. Una delle due coppie accanto alla loro, verosimilmente quella a destra, dovrebbe invece raffigurare Galeazzo e Bianca Giovanna.

### Il matrimonio e la repentina morte
Solo il 20 giugno 1496 il Moro acconsentì che avvenisse per Bianca la “trasductio ad maritum”, ovvero che la giovane si trasferisse a vivere nella stessa dimora del marito: atto definitivo delle pratiche matrimoniali. In un sonetto di Bernardo Bellincioni gli sposi sono celebrati nella cornice della corte milanese al culmine dello splendore: qui Bianca è definita una “fenice”, per esaltarne le doti spirituali. 
Già una decina di giorni dopo le nozze, ai primi del luglio 1496, Bianca si ammalò e tale rimase fino alla fine del mese, quando un miglioramento della salute la portò a recarsi in un monastero. Appena un paio di giorni dopo ebbe una ricaduta e non guarì che ai primi di ottobre, quando si recò nel suo feudo di Voghera, benevolmente accolta e omaggiata dai nobili e dalla popolazione locale. Quasi contemporaneamente anche Galeazzo si ammalò in maniera alquanto grave di febbri malariche, che perdurarono per tutto il settembre e l'ottobre, impedendogli di partecipare alle pratiche politiche tra il suocero e l'imperatore Massimiliano I d'Asburgo.

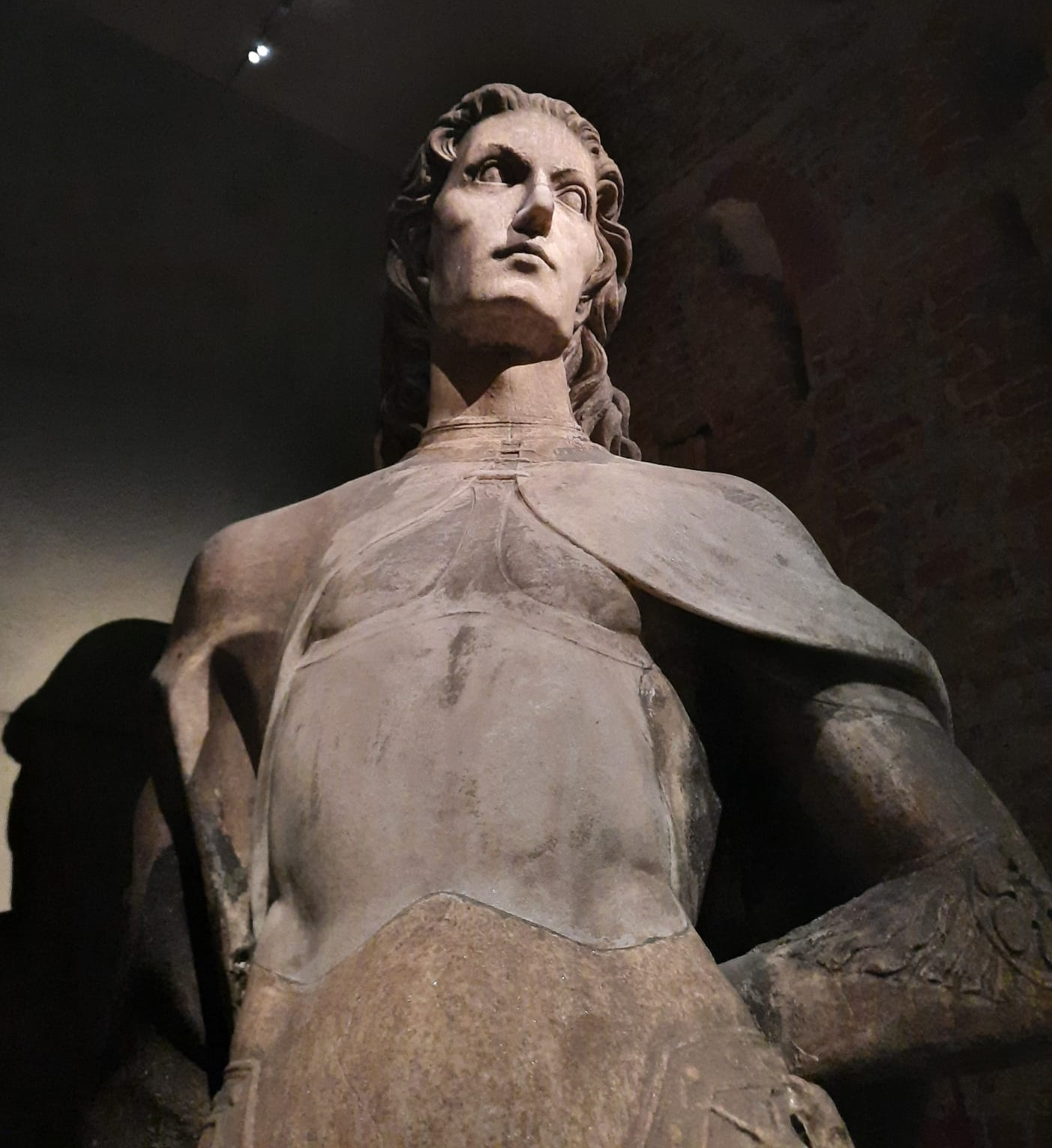
Probabile ritratto di Galeazzo Sanseverino, marito di Bianca. Statua nella collezione del Grande Museo del DuoStatua di San Vittore dal basso museo del Duomo di Milano.jpgmo di Milano.

Tornata a Milano, nel novembre Bianca si ammalò nuovamente. Ludovico e Beatrice si erano recati in quei giorni a Vigevano e poi a Pavia, dove attendevano l'arrivo dell'imperatore che faceva ritorno in Germania. Galeazzo, ormai guarito, si era perciò portato a Vigevano per salutarvi i suoceri, ma avuta notizia della ricaduta della moglie subito corse a Milano per starle vicino. Bianca tuttavia spirò il 23 novembre in seguito a un repentino peggioramento.
La sua morte colpì duramente tutti quanti, ma specialmente il padre, il marito e la matrigna, che ne furono addoloratissimi. A Beatrice infatti, benché in stato avanzato di gravidanza, non fu tenuta nascosta la notizia della morte, anzi ne fu avvisata per prima e spettò a lei il doloroso compito di decidere in che maniera avvisarne Ludovico senza sconvolgerlo.
Nella lettera che Beatrice scrisse poi alla sorella Isabella, non tanto per annunciarle la morte della figliastra (che pare le fosse già stata comunicata da Ludovico) quanto per dare sfogo al proprio dolore, ella le disse: "quantunche sia certa che la S. V. per lettera de lo Ill.mo S. Duca mio consorte serrà avisata de la immatura morte de la Ill.ma M.ma Biancha [...] niente di meno per el debito mio ho voluto anchora mi dargliene notitia, cum dirli che d'epsa morte ne havemo sentito quello cordoglio et affanno che extimar se potesse, per el loco quale teneva presso noi, e N. S. Dio habbia l'anima sua".
Il legame tra le due giovani era molto stretto, le si ritrova associate nelle feste o in cerimonie, sempre appaiate in magnificenza ed eleganza; forse proprio questi ultimi recentissimi dolori compromisero la gravidanza di Beatrice, la quale infatti, poco più di un mese dopo, avrebbe seguito la figliastra, morendo di parto prematuro nella notte tra il 2 e il 3 gennaio e lasciando il marito nella disperazione. La repentina scomparsa di entrambe incise sul potere già traballante del Moro, che a lungo manifestò segni di instabilità e manie.

Lo stesso Galeazzo Sanseverino manifestò un profondo dolore alla morte della moglie e si rinchiuse in certe camere umide del castello di Milano che gli nuocevano alla salute, già debilitata dalla recente grave malattia duratagli per tutto il settembre e l'ottobre. Ancora alcuni cortigiani di Ludovico, ovvero il castellano Bernardino da Corte, il primo segretario Bartolomeo Calco e l'Arcivescovo di Milano, preoccupatissimi per il suo benestare, si erano recati in visita presso di lui e l'avevano trovato "tanto percosso et aterrato [...] pieno de lachrime et de singulti in modo che quasi non poteva exprimere le parole di dolore". Qualche giorno dopo essi tornarono insieme al vescovo di Piacenza per convincere Galeazzo a raggiungere a Pavia il suocero Ludovico, che in quei giorni doveva recarsi a Parma per accogliere l'imperatore Massimiliano, poiché egli aveva desiderio di avere il genero presso di sé onde confortarsi a vicenda, ma Galeazzo ricusò dicendo di non essere in grado di lasciare la camera per la grandezza del proprio dolore, ma che se proprio Ludovico glielo avesse ordinato allora si sarebbe recato presso di lui "cum la lingua per terra", gesto plateale di penitenza. Riuscì tuttavia Bernardino da Corte a persuaderlo a lasciare le camere per spostarsi nella più salutare residenza di campagna di Abbiategrasso affinché non si ammalasse.

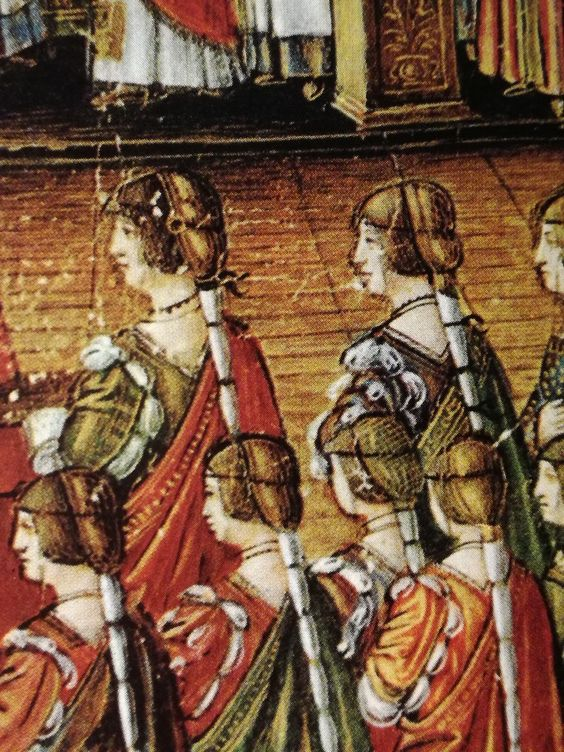
Possibile ritratto di Bianca Giovanna Sforza (la fanciulla bionda di profilo sulla destra), accanto alla duchessa Beatrice d'Este (sulla sinistra), nella miniatura della cerimonia d'investitura di Ludovico.

## Il sibillino passo del Muratori e il presunto delitto
Lo storico settecentesco Ludovico Antonio Muratori ricollegando - nelle proprie Antichità Estensi - la morte di Bianca a quella quasi contemporanea della duchessa Beatrice, accenna alla possibilità di un delitto:
(Ludovico Muratori, Antichità Estensi)
Il passo, alquanto vago, ricevette nel tempo diverse interpretazioni. Secondo alcuni storici, il Muratori volle far intendere che Beatrice avesse avvelenato Bianca Giovanna per vendetta nei confronti di Galeazzo Sanseverino, il quale offriva il proprio palazzo agli incontri segreti tra Ludovico e Lucrezia Crivelli, e che pertanto Galeazzo si fosse alla medesima maniera vendicato. Lo storico Alessandro Giulini, nell’osservare che “Il Muratori raccoglie la voce che Beatrice sia stata avvelenata da Francesca Dal Verme, istigata dal Sanseverino, come Francesca avrebbe poi confessato in punto di morte” sottolinea che ciò fa "sorgere nel lettore il dubbio che un rapporto potesse esistere fra i due avvenimenti luttuosi, che funestarono in sì breve volgere di tempo la corte sforzesca. Invero, quando si pon mente al fatto che il Sanseverino si era dimostrato compiacente intermediario negli amori di Lucrezia Crivelli col duca, il quale forniva con la sua vita dissoluta argomento di continue dicerie alla cronaca mondana d’allora, ci si sentirebbe portati a credere non privo affatto di base il dubbio che può sorgere alla lettura del passo del Muratori". 

In verità Beatrice amò Bianca Giovanna come una sorella e mai avrebbe potuto desiderarne la morte; lo stesso Alessandro Giulini smentisce l'ipotesi della sua colpevolezza. Più probabilmente il Muratori volle far osservare che, se entrambe le giovani furono colte da morte improvvisa nel giro d'un mese, qualcuno doveva volere il male del Moro. Allo stesso modo non è da credere che Galeazzo fosse stato responsabile delle due morti, poiché dimostrò grande dolore per entrambe, e non avrebbe avuto motivo di cagionare, con la rovina dei propri benefattori, altrettanto la propria. L'ambasciatore Antonio Costabili rimase anzi colpito dal comportamento dell'uomo durante il funerale della duchessa, scrivendo al duca Ercole d'Este che "il Sig.r messer Galeazo da San Severino in demonstratione, in parole, et in effecti ha facto cose mirabile in significatione del affectione che gli [le] portava, extendendosse a fare conoscere ad ogniuno le virtute et bontate che regnavano in quella Ill.ma madona".

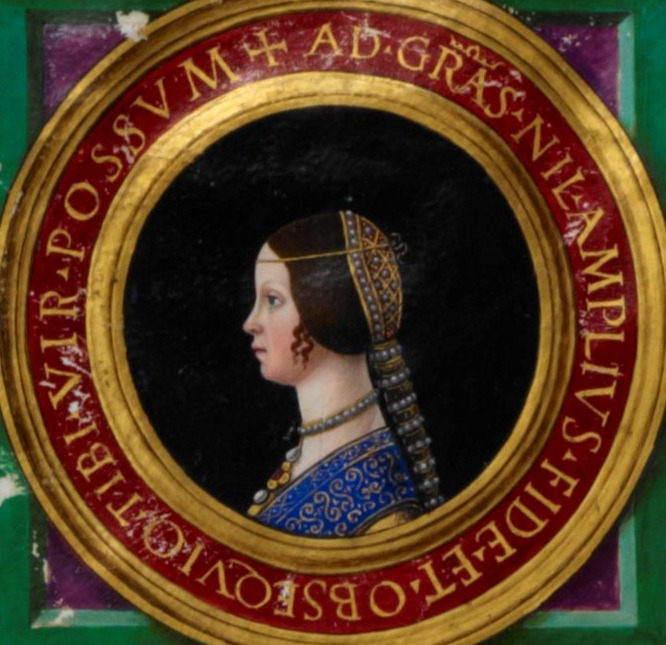
Miniatura di Beatrice d'Este, matrigna di Bianca Giovanna.

Come il suocero, anche Galeazzo continuò a vestire il lutto almeno fino al 1498, in esplicito riguardo alla duchessa e non già alla moglie (anch'essa d'altronde defunta già da due anni). Marin Sanudo informa poi che ancora alla fine del 1501, ben oltre la disfatta di Ludovico, Galeazzo continuava a vestire di nero e aveva perfino smesso di tagliarsi i capelli (ormai lunghi fino alla cintura): un'immagine di depressione e di degrado per la quale non si esplicita la motivazione, ma ch'era forse rivolta alla prigionia del suocero e alla propria triste condizione di vagabondo.
Prendendo a esame la lettera inviata dall'ambasciatore Costabili al duca Ercole sui funerali della figlia, Robert de La Sizeranne nota che la menzione speciale dedicata al dolore di Galeazzo lascia sorpresi, come se si avesse qualche ragione di dubitarne. Ciò lascia supporre che corressero già allora delle voci maligne, le quali fosse necessario smentire. L'autore però precisa che tutto smentisce l'ipotesi dell'avvelenamento, e che quest'ultimo non è necessario a spiegare una morte assai comune a tanti giovani donne. Non si conosce alcun rancore di Galeazzo nei confronti della duchessa e Ludovico, che pure ne avrebbe avuto i mezzi, non pensò mai ad aprire delle indagini. "Lungi dal mostrare il minimo allontanamento da Galeazzo, egli lo riempì dei suoi favori".

### Galeazzo e gli intrighi di corte
Il quadro si complica con la considerazione di uno storico ottocentesco, Achille Dina, il quale insiste sulla forte "intimità" tra Beatrice e Galeazzo e insinua - ma senza addurre alcuna prova concreta a sostegno di questa ipotesi - che i due fossero amanti, sostenendo che a "qualche intimo rimorso" fosse dovuto il profondo dolore di Beatrice per la morte della figliastra:
parto? [...] Forse la sua condotta verso Isabella? o qualche cosa nei suoi rapporti col marito di Bianca, l'affascinante Galeazzo Sanseverino, la cui intrinsechezza e continua comunanza di piaceri con lei non può non colpire?»
(Achille Dina, Isabella d'Aragona
Duchessa di Milano e di Bari.)
Se è vero che i due si trovano spesso accoppiati in giochi, cacce e faccende di maggior serietà, è però altrettanto vero che niente sarebbe stato possibile senza il consenso e l'incoraggiamento dello stesso Ludovico, del resto quasi sempre compartecipe dei loro divertimenti. Una presenza altrettanto costante fu, nella vita della donna, Galeazzo Visconti, assegnatole dal marito come una sorta di cavalier servente, e la quasi omonimia fra i due uomini portò alcuni storici (fra cui lo stesso Dina sulla scorta della Cartwright) a credere che Beatrice stesse in compagnia sempre e soltanto del Sanseverino, mentre il suo corteggio era assai vario. Al di là dell'indubbia amicizia che la legò a Galeazzo, Beatrice si mostrò sempre donna pudica e fedele al marito: nessuno dei contemporanei insinuò mai nulla a proposito di un suo possibile adulterio e niente lascerebbe pensare a una sua relazione con Galeazzo o con chiunque altro. 

Quest'ultimo fu, tra l'altro, additato dai contemporanei quale amante del duca Ludovico, non già della duchessa, sebbene il cronista Marin Sanudo ci assicuri che era anche appassionato di donne. Il cieco amore nutrito da Ludovico nei confronti di Galeazzo - fosse esso carnale, platonico o di natura filiale non è dato saperlo - appariva a tutti palese e ai limiti del morboso, tanto che il marchese Francesco Gonzaga, suo nemico capitale, lo accusò in sostanza di essere un prostituto e il cronista Andrea Prato - il quale attribuì (e non è il solo) proprio alla predilezione per Galeazzo la causa della rovina di Ludovico - ci tramanda certe inequivocabili parole rivolte dal condottiero Gian Giacomo Trivulzio al proprio illustre prigioniero:
A che bassamente rispondendo, il principe disse, che a conoscer la causa perché l'animo si inchini ad amar uno et odia l'altro è difficil cosa [...]»
(Cronaca di Giovan Andrea Prato)

### I Dal Verme
In base alle ricerche d‘archivio effettuate dallo storico vogherese Fabrizio Bernini (profondo conoscitore della storia della famiglia Dal Verme e autore di importanti libri in materia), questa misteriosa avvelenatrice Francesca Dal Verme risulta essere la figlia illegittima di Pietro Dal Verme, avuta – come il fratello Francesco – da una donna di bassa estrazione sociale. Entrambi i figli, Francesco e Francesca, (per questa non compaiono citazioni nel Litta e in altri archivi nobiliari in quanto illegittima ed espropriata), furono affidati alla vedova Chiara Sforza con appannaggio ducale dopo la morte del padre.  La voce diffusa all'epoca è che la morte di Pietro dal Verme non fosse stata naturale, bensì causata da un avvelenamento perpetrato dalla stessa moglie Chiara Sforza su commissione del Moro, il quale infatti ne incamerò i possedimenti a discapito dei figli del conte, devolvendo l'intero stato del defunto - a eccezione di Bobbio - proprio al genero Galeazzo, mentre a Bianca Giovanna toccò in dote Voghera. È perciò plausibile che i due Dal Verme covassero ancora profondi rancori verso lo Sforza.
Il Muratori, bibliotecario degli Este a Modena, ma che aveva anche lavorato presso la Biblioteca Ambrosiana di Milano, parla di una certa cronaca - presumibilmente ferrarese - che riporterebbe la confessione del delitto da parte della dal Verme morente, tuttavia non fornisce alcun indizio utile a chiarire chi fosse l'autore della suddetta cronaca, oggi sconosciuta. La confessione, se vera, non fu segreta, (poiché il Muratori usa il termine “propalò”), evidentemente con l’intento di fare in modo che la notizia si diffondesse e venisse raccolta. 
Dopo la conquista francese del ducato di Milano del 1499, i Dal Verme riuscirono tra alterne fortune a rioccupare i feudi sottrattigli, finché, dopo la morte di Galeazzo Sanseverino, non vi si insediarono definitivamente. Il fratellastro di Galeazzo, Giulio, intentò contro di loro una causa nel tentativo di recuperarli, ma senza successo.

### Morti multiple all'interno della famiglia Sforza
La morte di Bianca non fu l'unica a funestare gli Sforza nel corso dell'anno 1496: lo storico Bernardino Corio parla della morte di ben tre figli bastardi di Ludovico, ossia di Leone, di Bianca e di un terzo che non è possibile identificare, prima che una simile sorte toccasse anche a Beatrice e al bambino nascituro. Il caso di morti multiple all'interno della famiglia era già occorso nel giugno del 1487, quando Ludovico fu ridotto in punto di morte da una strana malattia caratterizzata da fortissimi dolori di stomaco, che lo tenne allettato per quasi un anno e che uccise in pochi giorni due suoi figli bambini a lui carissimi: il piccolo Sforza, di circa tre anni, e una bambina rimasta ignota. La voce diffusa all'epoca fu che il duca Ercole d'Este, suo suocero, avesse avvelenato il genero, colpevole di opporsi alla sua politica, e così accidentalmente anche i suoi figli.
 

La lettera di Ludovico alla madre Bernardina, unitamente alla lettera che lo stesso giorno il Moro scrisse al medico curante Ambrogio da Rosate, testimoniano che la morte di Bianca avvenne per cause sconosciute e che non risulta affatto che la giovane fosse mai stata incinta, come erroneamente sostenuto da varie fonti. Nella lettera a Bernardina, il padre aggiunge dettagli che confermano la natura ignota del male (“tolta per male non veduto né extimato”) precisando: “Heri alle 3 hore essendosi epsa fin a quella hora sentita bene, comenziò ad aggravarsi et sopravenuti alcuni casi procedete pezorando sempre sin alle 17 del dì presente, al quale tempo fece fine al vivere suo”. La certezza della prova che si trattò di morte per cause ignote è resa nella seconda lettera indirizzata lo stesso giorno al medico curante, l’archiatra e astrologo di corte Ambrogio da Rosate, in cui il Moro parla di “dolore collicho” e “parosismo” e accusa i medici di non aver capito la natura della sua “infirmità”, arrivando addirittura ad accusarli di averne causato la morte.

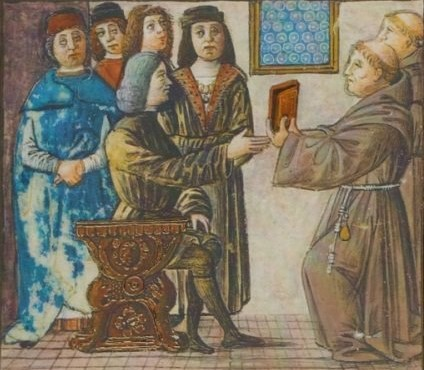
Fra' Luca Pacioli presenta il De Divina Proportione al duca (1498). L'uomo accanto a Ludovico, anch'esso abbrunato a lutto, è forse il genero Galeazzo, riconoscibile da quella che sembra la collana dell'ordine di San Michele. Entrambi infatti mantennero il lutto anche dopo la scadenza dell'anno canonico.

Va sottolineata la forte connotazione di dubbio e sospetto manifestata dal duca in una nota apposta in calce: “nuy dubitamo che li medici, iudicando questi dolori di stomacho li habiano dato vino et altre cose calde quali li hano nosuto ala testa”. In nessun punto delle notizie storico-biografiche rinvenute su Bianca viene accennato a una sua eventuale gravidanza.
Carla Glori instaura un parallelismo tra natura ed evoluzione del male di Bianca (definito “passione de stomacho”) e l’analogo decorso patito dal giovane duca Gian Galeazzo Sforza, a parere di molti avvelenato per ordine dello zio Ludovico: il parallelismo evidenzia, in entrambi i casi, gravi sintomi gastrici e diffusi malesseri alternati a passeggeri miglioramenti che si succedono tra estate e autunno. Curati dai migliori medici di corte con analoghi rimedi sulla base di diagnosi contraddittorie e fumose, i due cugini morirono entrambi nel giro di pochi mesi senza che si trovasse una ragionevole causa del decesso.
Alfine – pur nella confusa trama che se ne delinea - la chiamata in causa fatta dal Muratori di Francesca Dal Verme quale rea confessa, attesta di un intrigo cortigiano oscuro e pressoché impenetrabile dietro la morte della figlia del Moro.

## Il volto di Bianca Sforza associato a Leonardo da Vinci
Nel dipinto su pergamena databile 1495, la Bella principessa, attribuito a Leonardo da Vinci o ad Ambrogio de Predis, alcuni studiosi riconoscono il ritratto di Bianca Giovanna. In effetti esso mostra il profilo di una giovanissima fanciulla vestita d'una camora dorata e dalle maniche rossastre, con al di sopra una sopravveste verde dagli elaborati ornamenti, secondo quella che era la moda milanese di quel periodo. La chioma bionda della fanciulla è acconciata nel tipico coazzone, ovvero sia la treccia alla catalana che era stata introdotta a Milano forse già nel 1489 da Isabella d'Aragona, ma che non divenne di moda prima dell'arrivo a corte nel 1491 di Beatrice d'Este, la quale, abituata ad acconciarsi in tal modo sin dall'infanzia, la diffuse presso tutte le nobildonne milanesi. L'acconciatura è completata da una scuffia altrettanto dorata e trattenuta sulla fronte da una semplice lenza. Si può notare anche l'assenza di gioielli, confacente alla giovane età della nobildonna.
Sia l'abbigliamento, dunque, sia l'età, lascerebbero propendere per una identificazione con Bianca Giovanna, e se può sembrare strano che proprio lei, figlia di un padre notoriamente scuro di pelle e di capelli tanto da meritarsi il soprannome "Moro", potesse essere bionda e dagli occhi chiari, si consideri però che all'interno della famiglia Sforza numerosi erano coloro che vantavano tonalità chiare di capelli e carnagione, quali il duca Gian Galeazzo e Ottaviano Maria Sforza, avendole forse ereditate da Bianca Maria Visconti, e che lo stesso Ercole Massimiliano, figlio del Moro e di Beatrice, era biondo.
Questa identificazione diverge da quella teorizzata dalla ricercatrice savonese, che identifica Bianca nella Gioconda dipinta sullo sfondo di Bobbio (più precisamente, nella fanciulla del ritratto sottostante al ritratto del Louvre, "ricostruita in laboratorio" da Pascal Cotte, della quale la Gioconda costituirebbe una successiva rielaborazione di Leonardo per “automimesi”). Carla Glori sottolinea la connessione biografica e simbolica di Francesca Dal Verme con la roccaforte bobbiese che fu di suo padre Pietro, proiettando il “giallo storico” anche sulla mitica Gioconda. Circa lo sfondo bobbiese, la donazione ai due sposi dei territori di Bobbio e Voghera e della vicina Val Tidone si legava a un preciso disegno strategico di possesso e difesa militare di un territorio logisticamente importante, in cui il Castello Malaspina-Dal Verme costituiva il nodo cruciale, in quanto roccaforte e crocevia verso Genova e il mare. Per altro verso l’investitura su quelle terre fatta a Bianca e al marito adombrava forse da parte del Moro una più segreta logica affettiva: Galeazzo, marchese di Castelnuovo Scrivia e signore della val Tidone e Bianca Signora di Bobbio e Voghera risultavano così insediati in prossimità di Tortona, ove la madre Bernardina era accasata con un Gentili, originario appunto di Tortona.

## Ascendenza
|                        |   |                        | Genitori               |  |  | Nonni |  |  | Bisnonni          |  |  | Trisnonni          |  |
|                        |   |                        |                        |  |  |       |  |  | Giacomo Attendolo |  |  | Giovanni Attendolo |  |
|                        |   |                        |                        |  |  |       |  |  | Giacomo Attendolo |  |  | Giovanni Attendolo |  |
|                        |   | Elisa Petraccini       |                        |  |  |       |  |  | Giacomo Attendolo |  |  |                    |  |
| Francesco I Sforza     |   |                        |                        |  |  |       |  |  | Giacomo Attendolo |  |  |                    |  |
|                        |   | Lucia Terzani          | …                      |  |  |       |  |  |                   |  |  |                    |  |
|                        |   | Lucia Terzani          | …                      |  |  |       |  |  |                   |  |  |                    |  |
|                        |   | Lucia Terzani          | …                      |  |  |       |  |  |                   |  |  |                    |  |
| Ludovico Sforza        |   | Lucia Terzani          |                        |  |  |       |  |  |                   |  |  |                    |  |
|                        |   | Filippo Maria Visconti | Gian Galeazzo Visconti |  |  |       |  |  |                   |  |  |                    |  |
|                        |   | Filippo Maria Visconti | Gian Galeazzo Visconti |  |  |       |  |  |                   |  |  |                    |  |
|                        |   | Filippo Maria Visconti | Caterina Visconti      |  |  |       |  |  |                   |  |  |                    |  |
| Bianca Maria Visconti  |   | Filippo Maria Visconti |                        |  |  |       |  |  |                   |  |  |                    |  |
|                        |   | Agnese del Maino       | Ambrogio del Maino     |  |  |       |  |  |                   |  |  |                    |  |
|                        |   | Agnese del Maino       | Ambrogio del Maino     |  |  |       |  |  |                   |  |  |                    |  |
|                        |   | Agnese del Maino       | Ne de Negri            |  |  |       |  |  |                   |  |  |                    |  |
| Bianca Giovanna Sforza |   | Agnese del Maino       |                        |  |  |       |  |  |                   |  |  |                    |  |
|                        | … | …                      |                        |  |  |       |  |  |                   |  |  |                    |  |
|                        | … | …                      |                        |  |  |       |  |  |                   |  |  |                    |  |
|                        | … | …                      |                        |  |  |       |  |  |                   |  |  |                    |  |
| …                      | … |                        |                        |  |  |       |  |  |                   |  |  |                    |  |
|                        |   | …                      | …                      |  |  |       |  |  |                   |  |  |                    |  |
|                        |   | …                      | …                      |  |  |       |  |  |                   |  |  |                    |  |
|                        |   | …                      | …                      |  |  |       |  |  |                   |  |  |                    |  |
| Bernardina de Corradis |   | …                      |                        |  |  |       |  |  |                   |  |  |                    |  |
|                        |   | …                      | …                      |  |  |       |  |  |                   |  |  |                    |  |
|                        |   | …                      | …                      |  |  |       |  |  |                   |  |  |                    |  |
|                        |   | …                      | …                      |  |  |       |  |  |                   |  |  |                    |  |
| …                      |   | …                      |                        |  |  |       |  |  |                   |  |  |                    |  |
|                        |   | …                      | …                      |  |  |       |  |  |                   |  |  |                    |  |
|                        |   | …                      | …                      |  |  |       |  |  |                   |  |  |                    |  |
|                        |   | …                      | …                      |  |  |       |  |  |                   |  |  |                    |  |
|                        |   | …                      |                        |  |  |       |  |  |                   |  |  |                    |  |

## Nella cultura di massa
Bianca Giovanna è protagonista del romanzo Il mio nome è Bianca di Massimo Gregori Grgic (2020).
Compare inoltre come personaggio:
- nel romanzo La duchessa di Milano, di Michael Ennis (1995).
- nel romanzo I cigni di Leonardo, di Karen Essex (2006).